# سیارک ۱۰۶۴۹
سیارک ۱۰۶۴۹ (به انگلیسی: 10649 VOC، نامگذاری:4098P-L) ده هزار و ششصد و چهل و نهمین سیارک کشف شده‌است که در ۲۴ سپتامبر ۱۹۶۰ کشف شد.